# Koningsdag

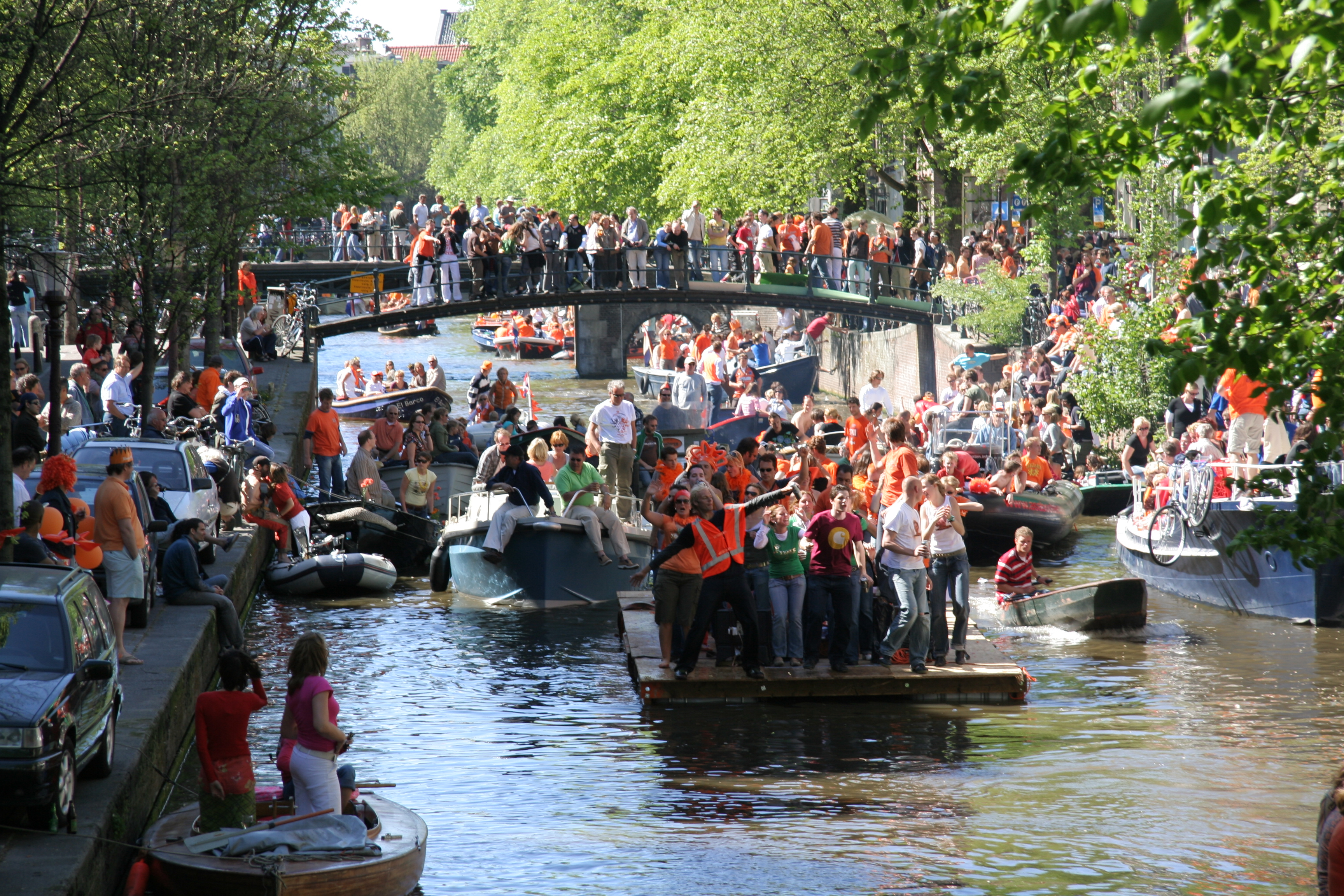
Gent vestida de taronja als canals d'Amsterdam durant el Dia de la Reina de 2007.

El Koningsdag (dia del rei) és una festivitat nacional dels Països Baixos que se celebra el dia 27 d'abril. Correspon a l'aniversari del rei Guillem Alexandre. Fins al 2013, el dia nacional es deia Koninginnedag (dia de la reina) i se celebrava el dia 30 d'abril. La reina Beatriu havia decidit no canviar aquest dia per fer honor a la seva mare, la reina Juliana I, que va regnar als Països Baixos de 1948 a 1980. El dia fa part del patrimoni cultural immaterial del país.
És una festa popular que mobilitza molts habitants i turistes. Cada any al Koningsdag la família reial visita un municipi principal on celebren amb la població. Si solen fer concerts, una desfilada festiua i popular o altres activitats en les quals participen el món associatiu local. En aquest dia és de costum portar vestiments i accessoris de color taronja, que ha esdevingut el color nacional, com que la casa reial es diu en neerlandès Oranje-Nassau, i que la paraula oranje significa també color taronja. A Amsterdam es fa una desfilada inoficial als canals. Aquest dia és tradició que tothom pot muntar el seu propi mercat i vendre el que vulgui (tret de menjar i beure) sense que calgui demanar cap permís ni sol·licitar cap autorització.